# گریز از الگوریتم

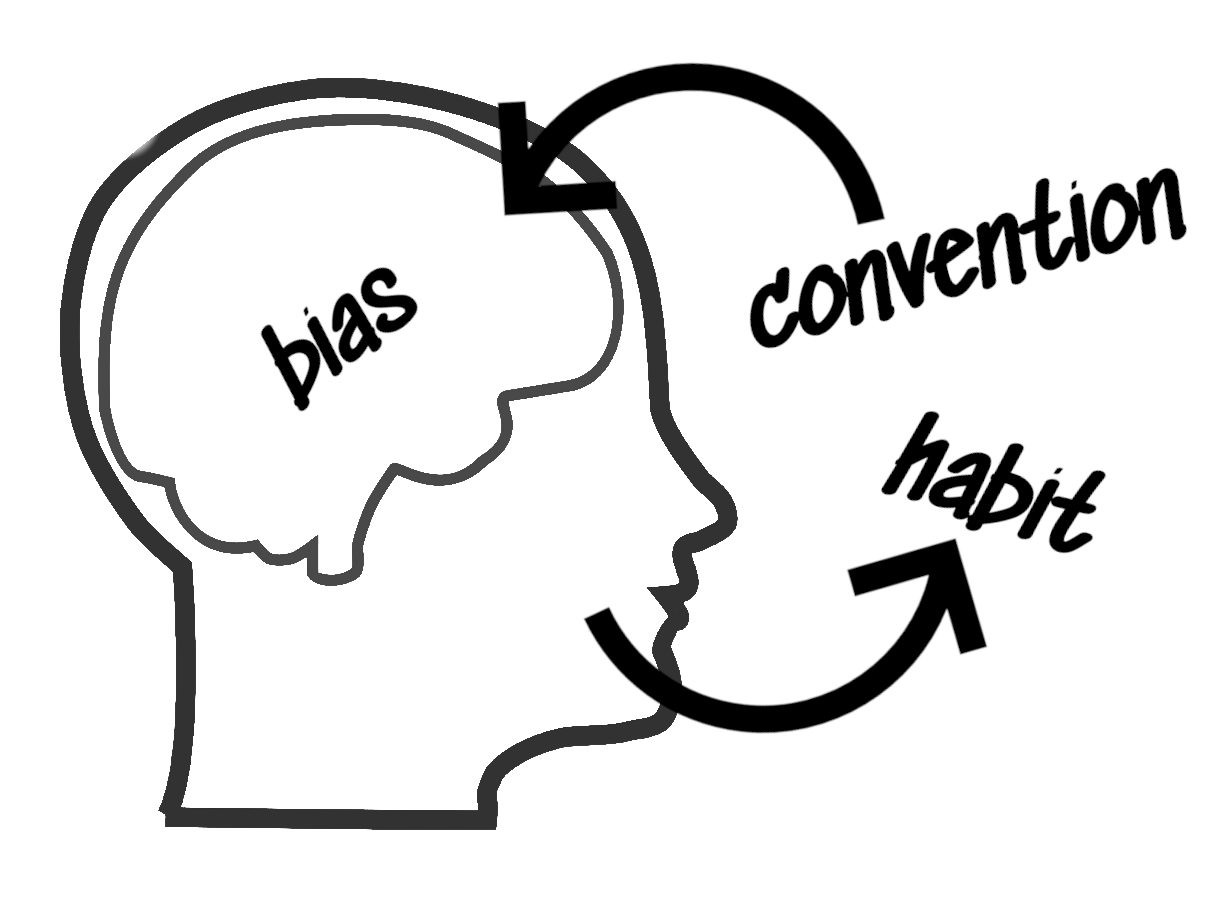
درک و پذیرش عملکرد الگوریتم‌ها نزد کاربران، متأثر از تعامل پیچیده‌ای میان سوگیری‌های شناختی، الگوهای رفتاری تثبیت‌شده، و انتظارات ناشی از هنجارهای فرهنگی است.

گریز از الگوریتم (انگلیسی: Algorithm aversion) به عنوان «ارزیابی مغرضانه از یک الگوریتم که به شکل رفتارها و نگرش‌های منفی نسبت به آن، در مقایسه با یک عامل انسانی، بروز می‌کند» تعریف شده است. این پدیده به گرایش انسان‌ها برای نادیده‌گرفتن یا رد پیشنهادها و توصیه‌های ارائه‌شده توسط الگوریتم‌ها اشاره دارد، حتی در شرایطی که همان توصیه‌ها در صورت ارائه توسط یک انسان مورد پذیرش قرار می‌گرفتند.
الگوریتم‌ها، به‌ویژه آن‌هایی که از روش‌های یادگیری ماشینی یا هوش مصنوعی بهره می‌برند، نقش فزاینده‌ای در فرایند تصمیم‌گیری در حوزه‌های گوناگون ایفا می‌کنند. نمونه‌هایی از این کاربردها شامل سامانه‌های پیشنهاددهنده در تجارت الکترونیک برای شناسایی کالاهای مورد علاقهٔ مشتری، و سامانه‌های هوشمند در حوزهٔ سلامت برای کمک به تشخیص بیماری و تصمیم‌گیری‌های درمانی هستند. با وجود توانایی اثبات‌شدهٔ الگوریتم‌ها در پیشی‌گرفتن از انسان در بسیاری از زمینه‌ها، پیشنهادهای ارائه‌شده توسط آن‌ها اغلب با تردید یا رد مواجه می‌شود، که می‌تواند به کاهش کارایی و نتایج غیربهینه منجر شود.
مطالعه دربارهٔ گریز از الگوریتم اهمیت بالایی دارد، زیرا الگوریتم‌ها به‌طور روزافزون در زندگی روزمرهٔ ما جای می‌گیرند. عواملی همچون برداشت عمومی از مسئولیت‌پذیری، نبود شفافیت، و تردید نسبت به قضاوت ماشین‌ها، در شکل‌گیری این گریز نقش دارند. در مقابل، در برخی موقعیت‌ها افراد ممکن است به توصیه‌های الگوریتمی بیش از توصیه‌های انسانی اعتماد کنند؛ پدیده‌ای که با عنوان «قدردانی از الگوریتم» شناخته می‌شود. درک این پویایی‌ها برای بهبود تعامل میان انسان و الگوریتم و همچنین برای افزایش پذیرش تصمیم‌گیری‌های مبتنی بر هوش مصنوعی ضروری است.

## نمونه‌هایی از گریز از الگوریتم
گریز از الگوریتم در حوزه‌های گوناگونی دیده می‌شود که در آن‌ها الگوریتم‌ها برای کمک به تصمیم‌گیری یا جایگزینی انسان‌ها به‌کار گرفته می‌شوند. در ادامه، نمونه‌هایی از زمینه‌های مختلف ارائه شده است که نشان می‌دهند در چه شرایطی افراد تمایل دارند در برابر توصیه‌ها یا تصمیمات الگوریتمی مقاومت نشان دهند:

### سلامت
بیماران اغلب در برابر تشخیص‌های پزشکی و پیشنهادهای درمانی مبتنی بر هوش مصنوعی مقاومت می‌کنند، حتی با وجود دقت اثبات‌شدهٔ این سامانه‌ها. برای نمونه، بیماران معمولاً به پزشکان انسانی بیشتر اعتماد دارند، زیرا سامانه‌های هوش مصنوعی را فاقد همدلی و توانایی درک تعاملات احساسی پیچیده می‌دانند. با گسترش نقش هوش مصنوعی در تصمیم‌گیری‌های مرتبط با سلامت، احتمال بروز احساسات منفی در بیماران افزایش می‌یابد.

### استخدام و اشتغال
عوامل الگوریتمی که در فرایند استخدام به‌کار می‌روند، اغلب در ایفای نقش‌های ارتباطی مانند حمایت عاطفی یا توسعهٔ شغلی، کمتر توانمند در نظر گرفته می‌شوند. در حالی که به الگوریتم‌ها در انجام وظایف تراکنشی، مانند مذاکره دربارهٔ حقوق و دستمزد، اعتماد می‌شود، برای وظایف ارتباطی معمولاً استخدام‌کنندگان انسانی ترجیح داده می‌شوند، زیرا توانایی آن‌ها برای برقراری ارتباط عاطفی بیشتر درک می‌شود.

### رفتار مصرف‌کننده
مصرف‌کنندگان معمولاً واکنش‌های مطلوب کمتری نسبت به تصمیم‌هایی دارند که توسط الگوریتم‌ها گرفته شده‌اند، در مقایسه با تصمیم‌های انسانی. برای نمونه، در مواردی که تصمیمی منجر به نتیجه‌ای مثبت می‌شود، پذیرش و درونی‌سازی این موفقیت برای مصرف‌کنندگان دشوارتر است اگر منبع آن الگوریتم باشد. در مقابل، واکنش به نتایج منفی اغلب مشابه است، چه تصمیم توسط انسان گرفته شده باشد و چه توسط الگوریتم.

### بازاریابی و تولید محتوا
در حوزهٔ بازاریابی، تأثیرگذاران مبتنی بر هوش مصنوعی می‌توانند در ترویج محصولات به اندازهٔ تأثیرگذاران انسانی مؤثر باشند. با این حال، سطح اعتماد به توصیه‌های الگوریتمی پایین‌تر باقی می‌ماند، زیرا مصرف‌کنندگان اغلب تأثیرگذاران انسانی را اصیل‌تر و واقعی‌تر تلقی می‌کنند. به‌طور مشابه، مخاطبان معمولاً محتوایی را که به‌صراحت به‌عنوان تولیدشده توسط انسان مشخص شده است، بر محتوای تولیدشده توسط هوش مصنوعی ترجیح می‌دهند، حتی در مواردی که کیفیت محتوای هوش مصنوعی با محتوای انسانی برابری می‌کند یا از آن پیشی می‌گیرد.

### تفاوت‌های فرهنگی
هنجارهای فرهنگی نقش مهمی در گریز از الگوریتم دارند. در فرهنگ‌های فردگرایانه مانند ایالات متحده، تمایل بیشتری برای رد توصیه‌های الگوریتمی وجود دارد، چرا که بر خودمختاری و تصمیم‌گیری شخصی تأکید می‌شود. در مقابل، فرهنگ‌های جمع‌گرا مانند هند، به‌ویژه در شرایطی که آشنایی با الگوریتم‌ها بیشتر است یا تصمیمات با هنجارهای اجتماعی همخوانی دارد، گریز کمتری از الگوریتم نشان می‌دهند.

### تصمیم‌گیری‌های اخلاقی و احساسی
در وظایفی که شامل قضاوت‌های اخلاقی یا احساسی هستند، اعتماد به الگوریتم‌ها کمتر است؛ مانند موقعیت‌هایی که در آن‌ها باید تصمیم‌های همدلانه یا اخلاقی گرفته شود. برای مثال، افراد ممکن است تصمیمات الگوریتمی را در شرایطی که در آن‌ها مسائل اخلاقی پررنگ هستند، مانند انتخاب‌های حیاتی خودروهای خودران یا تصمیم‌های پزشکی مربوط به مرگ و زندگی، رد کنند.

## سازوکارهای زیربنایی گریز از الگوریتم
گریز از الگوریتم از ترکیبی از عوامل روان‌شناختی، مرتبط با وظیفه، فرهنگی و طراحی ناشی می‌شود. این سازوکارها با یکدیگر تعامل دارند و در نهایت درک‌ها و رفتارهای منفی افراد نسبت به الگوریتم‌ها را شکل می‌دهند؛ حتی در مواردی که عملکرد الگوریتم‌ها به‌طور عینی برتر از تصمیم‌گیری انسانی است.

### سازوکارهای روان‌شناختی

#### مسئولیت‌پذیری ادراک‌شده
افراد معمولاً هنگام استفاده از توصیه‌های الگوریتمی، احساس مسئولیت بیشتری نسبت به زمانی دارند که از توصیه‌های انسانی استفاده می‌کنند. این احساس ناشی از این باور است که اگر تصمیم اشتباهی گرفته شود، مسئولیت آن به‌طور کامل بر عهدهٔ کاربر خواهد بود، چرا که الگوریتم توانایی به‌اشتراک‌گذاری تقصیر را ندارد. در مقابل، تصمیماتی که با مشارکت انسان‌ها اتخاذ می‌شوند، بیشتر به‌صورت همکاری تلقی می‌شوند و امکان تقسیم مسئولیت فراهم می‌شود. برای نمونه، کاربران کمتر تمایل دارند در حوزه‌های حساس مانند سلامت یا مشاوره مالی به توصیه‌های الگوریتمی تکیه کنند، چرا که عواقب اشتباه در این زمینه‌ها می‌تواند سنگین باشد.

#### کانون کنترل
افرادی که دارای کانون کنترل درونی هستند ــ یعنی باور دارند که به‌طور مستقیم بر نتایج تأثیر دارند ــ کمتر به الگوریتم‌ها اعتماد می‌کنند. این افراد ممکن است تصمیم‌گیری الگوریتمی را تهدیدی برای خودمختاری خود تلقی کنند و ورودی انسانی را ترجیح دهند، چرا که آن را انعطاف‌پذیرتر و شخصی‌تر احساس می‌کنند. در مقابل، کسانی که دارای کانون کنترل بیرونی هستند ــ یعنی موفقیت یا شکست را به نیروهای خارجی نسبت می‌دهند ــ ممکن است تصمیمات الگوریتمی را راحت‌تر بپذیرند و الگوریتم‌ها را به‌عنوان ابزارهایی خنثی و کارآمد در نظر بگیرند. این گرایش به‌ویژه در موقعیت‌هایی که کاربران در پی حفظ عاملیت خود هستند، آشکارتر می‌شود.

#### عصبی‌مزاجی
افراد عصبی‌مزاج، که بیشتر مستعد اضطراب و ترس از عدم قطعیت هستند، معمولاً کمتر به الگوریتم‌ها اعتماد می‌کنند. این گریز ممکن است ناشی از نگرانی دربارهٔ «سردی» درک‌شدهٔ الگوریتم‌ها یا ناتوانی آن‌ها در درک عوامل احساسی پیچیده باشد. برای نمونه، در وظایفی که حساسیت عاطفی بالایی دارند ــ مانند خدمات درمانی یا فرآیندهای استخدام ــ افراد عصبی‌مزاج ممکن است ورودی‌های الگوریتمی را رد کنند و توصیه‌های انسانی را ترجیح دهند، حتی در شرایطی که عملکرد الگوریتم با انسان برابر یا حتی بهتر باشد.

### سازوکارهای مرتبط با وظیفه

#### پیچیدگی و ریسک وظیفه
ماهیت وظیفه نقش مهمی در میزان گریز از الگوریتم ایفا می‌کند. در وظایف روتین و کم‌ریسک ــ مانند پیشنهاد فیلم یا پیش‌بینی ترجیحات مصرف‌کننده ــ کاربران معمولاً به استفاده از الگوریتم‌ها راحتی نشان می‌دهند. اما در وظایف پرمخاطره یا ذهنی‌تر ــ مانند تشخیص پزشکی، تصمیم‌گیری مالی یا داوری‌های اخلاقی ــ گریز از الگوریتم افزایش می‌یابد. کاربران این نوع وظایف را نیازمند همدلی، استدلال اخلاقی یا درک ظرایف انسانی می‌دانند؛ ویژگی‌هایی که تصور می‌شود الگوریتم‌ها فاقد آن‌ها هستند. این تفاوت به‌خوبی توضیح می‌دهد که چرا الگوریتم‌ها در حوزه‌های فنی مانند لجستیک بهتر پذیرفته می‌شوند، اما در حوزه‌های انسان‌محور با مقاومت روبه‌رو هستند.

#### ارزش‌گذاری پیامد
واکنش افراد به تصمیمات الگوریتمی تحت تأثیر نوع پیامد آن تصمیم است. زمانی که الگوریتم‌ها نتایج مثبت ارائه می‌دهند، کاربران بیشتر به آن‌ها اعتماد کرده و تصمیمشان را می‌پذیرند. اما در صورت بروز نتایج منفی، کاربران تمایل بیشتری دارند که الگوریتم‌ها را رد کرده و مسئولیت خطا را به گردن آن‌ها بیندازند. این پدیده به این باور مربوط می‌شود که الگوریتم‌ها برخلاف تصمیم‌گیرندگان انسانی فاقد پاسخگویی هستند، زیرا نمی‌توانند توجیهی ارائه دهند یا مسئولیت شکست را بر عهده بگیرند.

### سازوکارهای فرهنگی

#### فردگرایی در برابر جمع‌گرایی
هنجارهای فرهنگی تأثیر چشم‌گیری بر نگرش افراد نسبت به تصمیم‌گیری الگوریتمی دارند. در فرهنگ‌های فردگرایانه، مانند ایالات متحده، افراد برای خودمختاری و تصمیم‌گیری شخصی ارزش بالایی قائل هستند. به همین دلیل، نسبت به سامانه‌های الگوریتمی که آن‌ها را غیرشخصی یا سخت‌گیرانه تلقی می‌کنند، بدبینی بیشتری دارند. در مقابل، در فرهنگ‌های جمع‌گرایانه مانند هند، افراد تمایل بیشتری به پذیرش توصیه‌های الگوریتمی دارند، به‌ویژه زمانی که این سیستم‌ها با هنجارهای گروهی یا انتظارات اجتماعی هم‌راستا باشند. آشنایی بیشتر با الگوریتم‌ها در چنین جوامعی نیز میزان گریز از آن‌ها را کاهش می‌دهد، چراکه الگوریتم‌ها نه به‌عنوان تهدیدی برای استقلال فردی، بلکه به‌عنوان ابزاری برای تقویت اهداف اجتماعی تلقی می‌شوند.

#### تأثیرات فرهنگی
ارزش‌ها و باورهای فرهنگی نقش مهمی در پذیرش یا گریز از الگوریتم ایفا می‌کنند. در فرهنگ‌های فرد محور مانند ایالات متحده، گرایش به استقلال فردی، عاملیت شخصی و بی‌اعتمادی به سامانه‌های کلی‌گرا باعث افزایش گریز از الگوریتم می‌شود. در مقابل، فرهنگ‌های جمع‌محور مانند هند، در صورت آشنایی بالا با الگوریتم‌ها و هم‌راستایی تصمیم با هنجارهای اجتماعی، پذیرش بیشتری نسبت به آن‌ها نشان می‌دهند. این تفاوت‌ها بر اهمیت طراحی و اجرای سیستم‌های الگوریتمی متناسب با انتظارات فرهنگی تأکید دارند.

#### پشتیبانی سازمانی
نقش سازمان‌ها در حمایت و تبیین استفاده از الگوریتم‌ها می‌تواند به‌طور مؤثری بر میزان گریز از آن‌ها تأثیر بگذارد. زمانی که سازمان‌ها به‌طور فعال ابزارهای الگوریتمی را ترویج داده و آموزش‌های لازم برای استفاده از آن‌ها را فراهم می‌کنند، کارکنان کمتر در برابر آن‌ها مقاومت می‌کنند. شفاف‌سازی دربارهٔ نحوهٔ پشتیبانی الگوریتم‌ها از فرایندهای تصمیم‌گیری نیز اعتماد را افزایش داده و به‌ویژه در موقعیت‌های حساس یا محیط‌های کاری، اضطراب کاربران را کاهش می‌دهد.

### عاملیت و نقش الگوریتم

#### الگوریتم‌های مشورتی در برابر الگوریتم‌های خودمختار
گریز از الگوریتم در مورد سامانه‌هایی که به‌صورت مستقل تصمیم‌گیری می‌کنند (الگوریتم‌های اجرایی یا خودمختار) بیشتر از سامانه‌هایی است که نقش مشورتی دارند و اختیار تصمیم نهایی را برای انسان محفوظ نگه می‌دارند. کاربران معمولاً الگوریتم‌های مشورتی را به‌عنوان ابزارهایی پشتیبان می‌پندارند که به افزایش کنترل آن‌ها کمک می‌کند، در حالی که الگوریتم‌های خودمختار ممکن است به‌عنوان تهدیدی برای اختیار و توانایی مداخلهٔ انسانی تلقی شوند.

#### درک توانایی‌های الگوریتم
الگوریتم‌ها اغلب فاقد مهارت‌هایی در نظر گرفته می‌شوند که مختص انسان است؛ مهارت‌هایی مانند همدلی یا استدلال اخلاقی. این تصور باعث افزایش گریز از الگوریتم در وظایفی می‌شود که قضاوت‌های ذهنی، چالش‌های اخلاقی یا تعاملات احساسی را دربر می‌گیرد. در مقابل، در وظایف عینی و فنی که در آن‌ها ویژگی‌های انسانی کمتر نقش دارند، پذیرش الگوریتم‌ها بیشتر است.

### ویژگی‌های اجتماعی و عامل انسانی

#### تخصص
در وظایف حساس یا نیازمند تخصص بالا، کاربران معمولاً کارشناسان انسانی را به الگوریتم‌ها ترجیح می‌دهند. این ترجیح ناشی از این باور است که انسان‌های متخصص می‌توانند زمینه، ظرافت و پیچیدگی‌های موقعیتی را بهتر از الگوریتم‌ها در نظر بگیرند. گریز از الگوریتم به‌ویژه زمانی شدیدتر است که در کنار الگوریتم، گزینه‌ای انسانی و متخصص نیز در دسترس باشد.

#### فاصله اجتماعی
کاربران زمانی که گزینهٔ جایگزین، نظر خودشان یا نظر فردی آشنا و مورد اعتماد باشد، بیشتر تمایل به رد الگوریتم دارند. در مقابل، هنگامی‌که گزینهٔ جایگزین یک عامل انسانی ناشناس یا دور از دسترس باشد، ممکن است دیدگاه مثبتی نسبت به الگوریتم شکل بگیرد. این ترجیح برای عاملان انسانی نزدیک و قابل‌درک، نشان‌دهندهٔ نقش مهم پیوندهای اجتماعی ادراک‌شده در پذیرش تصمیم‌های الگوریتمی است.

### سازوکارهای مربوط به طراحی

#### شفافیت
فقدان شفافیت در سامانه‌های الگوریتمی — که اغلب به آن «مسئلهٔ جعبهٔ سیاه» گفته می‌شود — باعث بی‌اعتمادی کاربران می‌شود. زمانی که نحوهٔ تصمیم‌گیری الگوریتم‌ها به‌روشنی توضیح داده نشود، کاربران ممکن است نسبت به اتکا به خروجی‌های آن‌ها، به‌ویژه در موقعیت‌های حساس، احساس تردید داشته باشند. برای نمونه، در سامانه‌های هوش مصنوعی پزشکی، ارائهٔ توضیحاتی دربارهٔ توصیه‌های تشخیصی می‌تواند به‌طور قابل‌توجهی اعتماد کاربران را افزایش داده و از گریز از الگوریتم بکاهد. شفافیت به کاربران حس کنترل بیشتری می‌دهد و فرایند تصمیم‌گیری را قابل‌درک‌تر می‌سازد.

#### تحمل خطا
کاربران در مقایسه با خطاهای انسانی، نسبت به خطاهای الگوریتمی تحمل کمتری دارند، حتی اگر میزان بروز خطا در الگوریتم کمتر باشد. این حساسیت بیشتر ناشی از این تصور است که الگوریتم‌ها باید «بی‌نقص» باشند، برخلاف انسان‌ها که اشتباه کردنشان پذیرفته‌شده است. با این حال، الگوریتم‌هایی که توانایی یادگیری از اشتباهات و تطبیق با بازخورد را دارند، می‌توانند اعتماد بیشتری ایجاد کنند. به‌عنوان نمونه، در پیش‌بینی‌های مالی، اگر کاربران شاهد بهبود عملکرد الگوریتم بر پایهٔ بازخورد باشند، احتمال پذیرش آن افزایش می‌یابد.

#### طراحی انسان‌مانند
طراحی الگوریتم‌ها با ویژگی‌های شبیه انسان، مانند آواتارها، رابط‌های مکالمه‌ای یا زبان صمیمانه، می‌تواند از میزان گریز از آن‌ها بکاهد، زیرا تعامل با آن‌ها را طبیعی‌تر و شخصی‌تر جلوه می‌دهد. برای مثال، چت‌بات‌های مبتنی بر هوش مصنوعی که از سبک گفت‌وگوی همدلانه استفاده می‌کنند، در خدمات مشتری بهتر پذیرفته می‌شوند تا رابط‌های صرفاً مکانیکی. این راهبرد طراحی، به کاهش این تصور که الگوریتم‌ها «سرد» یا بی‌احساس هستند کمک کرده و تعامل کاربران را راحت‌تر می‌سازد.

### عوامل مربوط به ارائه

#### شیوهٔ ارائه
شیوه‌ای که الگوریتم‌ها توصیه‌های خود را ارائه می‌دهند، تأثیر چشم‌گیری بر اعتماد کاربران دارد. سامانه‌هایی که از رابط‌های مکالمه‌ای یا صوتی استفاده می‌کنند، معمولاً اعتماد بیشتری برمی‌انگیزند نسبت به سامانه‌هایی که تنها بر خروجی‌های متنی تکیه دارند، چرا که این نوع ارائه حس تعامل انسان‌گونه‌تری ایجاد می‌کند.

#### سبک ارائه
الگوریتم‌هایی که توضیحاتی روشن، خلاصه و منظم دربارهٔ توصیه‌های خود ارائه می‌دهند، احتمال پذیرش بیشتری از سوی کاربران دارند. سامانه‌هایی که بینش‌هایی دقیق اما قابل‌فهم دربارهٔ فرایند تصمیم‌گیری خود عرضه می‌کنند، قابل‌اعتمادتر و قابل‌اطمینان‌تر تلقی می‌شوند.

### بی‌اعتمادی عمومی و ترجیح انسان‌ها

#### شکاکیت پیش‌فرض
بسیاری از افراد به‌صورت ذاتی نسبت به الگوریتم‌ها دچار تردید هستند، به‌ویژه زمانی که با سامانه یا قابلیت‌های آن آشنایی کافی ندارند. تجربه‌های منفی اولیه با الگوریتم‌ها می‌تواند این بی‌اعتمادی را ریشه‌دار کرده و بازسازی اعتماد را دشوار کند. حتی در شرایطی که عملکرد الگوریتم بهتر از انسان باشد، این سوگیری همچنان پابرجا می‌ماند و ممکن است منجر به رد کامل آن شود.

#### ترجیح به تصمیم انسانی
افراد اغلب در برابر تصمیم‌های انسان‌محور واکنش مثبت‌تری نشان می‌دهند، به‌ویژه در مواردی که نتیجهٔ تصمیم مثبت است. یالچین و همکارانش نشان دادند که افراد در مواجهه با نتایج مطلوب، تمایل دارند موفقیت را به تخصص یا تلاش انسانی نسبت دهند. در مقابل، تصمیم‌هایی که توسط الگوریتم‌ها اتخاذ می‌شود، غیرشخصی تلقی شده و از حس رضایت یا موفقیت می‌کاهد. این ترجیح به تصمیمات انسانی باعث تداوم سوگیری علیه سامانه‌های الگوریتمی می‌شود، حتی زمانی که عملکرد آن‌ها با انسان‌ها برابری کرده یا از آن‌ها پیشی می‌گیرد.

### نگرانی‌های حیثیتی

در برخی موقعیت‌های اجتماعی مانند رسانه‌های جمعی یا اجتماعی، نگرانی از قضاوت دیگران، به‌ویژه در نبود تحصیلات عالی یا مهارت‌هایی چون ترجمه، می‌تواند باعث شود افراد استفاده خود از هوش مصنوعی را پنهان کنند، تا تصویری قوی‌تر از توانمندی‌های فردی خود ارائه دهند.

اگر افراد احساس کنند که استفاده از الگوریتم‌ها پیامی منفی در مورد توانایی‌های آنها به دیگران منتقل می‌کند، ممکن است در استفاده از الگوریتم‌ها مردد شوند. این پدیده به‌ویژه زمانی رخ می‌دهد که فرد نسبت به درک دیگران از توانایی‌ها یا شخصیت خود حساس بوده و قصد یا اطلاعاتی محرمانه داشته باشد.

## روش‌های پیشنهادی برای غلبه بر بی‌میلی نسبت به الگوریتم‌ها
الگوریتم‌ها اغلب توانایی عملکرد بهتر از انسان‌ها یا انجام وظایف با هزینه‌ای بسیار کمتر را دارند. با وجود این توانمندی‌ها، بی‌میلی نسبت به استفاده از الگوریتم‌ها به‌دلیل عوامل روان‌شناختی، فرهنگی و طراحی سیستم همچنان ادامه دارد. پژوهشگران و متخصصان برای کاهش این مقاومت و افزایش اعتماد، چندین راهکار پیشنهاد کرده‌اند.

### حضور انسان در چرخه تصمیم‌گیری
یکی از روش‌های مؤثر برای کاهش بی‌میلی نسبت به الگوریتم‌ها، استفاده از رویکرد «حضور انسان در چرخه تصمیم‌گیری» (انگلیسی) است؛ یعنی تصمیم‌گیرندهٔ انسانی کنترل نهایی بر نتیجهٔ تصمیم را در اختیار دارد. این روش نگرانی‌ها دربارهٔ عاملیت و مسئولیت‌پذیری را کاهش می‌دهد و الگوریتم را به‌عنوان یک ابزار مشورتی معرفی می‌کند، نه تصمیم‌گیرندهٔ مستقل.

#### نقش مشورتی
الگوریتم‌ها می‌توانند پیشنهادهایی ارائه دهند، در حالی‌که اختیار نهایی برای تصمیم‌گیری در دست انسان باقی می‌ماند. این امر موجب می‌شود کاربران الگوریتم‌ها را به‌عنوان ابزارهایی پشتیبان تلقی کنند، نه تهدیدی برای اختیار شخصی. برای نمونه، در حوزهٔ سلامت، سیستم‌های هوش مصنوعی می‌توانند تشخیص‌ها یا روش‌های درمانی را پیشنهاد دهند، اما تصمیم نهایی توسط پزشک اتخاذ می‌شود.

#### همکاری و اعتماد
ادغام انسان‌ها در فرآیندهای الگوریتمی حس همکاری ایجاد می‌کند و کاربران را ترغیب می‌کند تا با سیستم به‌صورت بازتر تعامل داشته باشند. این روش به‌ویژه در حوزه‌هایی مؤثر است که شهود انسانی و درک زمینه‌ای نقش کلیدی دارند، مانند جذب نیرو، آموزش و برنامه‌ریزی مالی.

### شفافیت سیستم
شفافیت عاملی حیاتی برای غلبه بر بی‌میلی نسبت به الگوریتم‌ها است، زیرا به افزایش اعتماد کمک کرده و اثر «جعبه سیاه» را که موجب ناراحتی کاربران می‌شود، کاهش می‌دهد. ارائهٔ توضیحاتی دربارهٔ نحوهٔ عملکرد الگوریتم‌ها به کاربران کمک می‌کند تا توصیه‌های ارائه‌شده را بهتر درک کرده و ارزیابی کنند.
شفافیت می‌تواند در قالب‌های مختلفی ارائه شود:
توضیحات کلی که عملکرد کلی یک الگوریتم را توصیف می‌کند.
توضیحات موردی که مشخص می‌سازد چرا یک توصیهٔ خاص ارائه شده است.
سطوح اطمینان که میزان قطعیت الگوریتم در تصمیم‌گیری را نشان می‌دهد.
برای نمونه، در مشاوره‌های مالی، شفاف‌سازی در مورد نحوهٔ تولید توصیه‌های سرمایه‌گذاری می‌تواند باعث افزایش اعتماد کاربران به سیستم شود. روش‌های هوش مصنوعی قابل توضیح (XAI) مانند نمایش مسیرهای تصمیم‌گیری یا شاخص‌های اهمیت ویژگی‌ها، این توضیحات را در قالب‌هایی قابل درک و دسترس‌پذیر ارائه می‌دهند و به کاربران امکان می‌دهند تا تصمیمات خود را بر پایهٔ درک کامل از عملکرد سیستم اتخاذ کنند.

### آموزش کاربر
آشنا ساختن کاربران با الگوریتم‌ها از طریق آموزش می‌تواند به‌طور چشمگیری از بی‌میلی آن‌ها بکاهد، به‌ویژه برای افرادی که با سیستم‌ها آشنایی ندارند یا به آن‌ها بدبین هستند. برنامه‌های آموزشی که تعاملات واقعی با الگوریتم‌ها را شبیه‌سازی می‌کنند، به کاربران اجازه می‌دهد قابلیت‌ها و محدودیت‌های الگوریتم را از نزدیک مشاهده کنند.
برای مثال، متخصصان حوزه سلامت که از سیستم‌های تشخیصی مبتنی بر هوش مصنوعی استفاده می‌کنند، می‌توانند با آموزش‌های عملی آشنا شوند که نشان می‌دهد چگونه سیستم به توصیه‌ها می‌رسد و چگونه می‌توان خروجی آن را تفسیر کرد. این نوع آموزش، شکاف‌های دانشی را پر کرده و الگوریتم‌ها را برای کاربران قابل فهم‌تر و قابل‌اعتمادتر می‌سازد.
علاوه بر این، تعاملات مکرر و حلقه‌های بازخورد به کاربران کمک می‌کند تا به مرور زمان اعتماد خود را به سیستم تقویت کنند. همچنین، مشوق‌های مالی مانند پاداش برای تصمیمات دقیقی که با کمک الگوریتم‌ها اتخاذ می‌شوند، نیز می‌توانند کاربران را به استفادهٔ بیشتر از این سیستم‌ها ترغیب نمایند.

### درگیر کردن کاربر با کنترل
ایجاد امکان تعامل و کنترل برای کاربران در مواجهه با خروجی‌های الگوریتمی می‌تواند به‌طور چشمگیری احساس کنترل آن‌ها را افزایش دهد؛ عاملی که نقش کلیدی در کاهش بی‌میلی نسبت به الگوریتم‌ها ایفا می‌کند.
برای نمونه، واسط‌های تعاملی که اجازه می‌دهند کاربران پارامترها را تغییر دهند، نتایج را شبیه‌سازی کنند یا توصیه‌ها را شخصی‌سازی نمایند، باعث می‌شوند الگوریتم‌ها کمتر خشک و بیشتر انعطاف‌پذیر به نظر برسند. همچنین، ارائهٔ آستانه‌های اطمینان قابل تنظیم، مانند امکان تعیین معیارهای سخت‌گیرانه‌تر برای تشخیص‌های پزشکی، کاربران را در فرآیند تصمیم‌گیری دخیل می‌کند و حس مشارکت آن‌ها را تقویت می‌نماید.
مکانیسم‌های بازخورد نیز از دیگر ویژگی‌های مهم طراحی هستند، زیرا به کاربران اجازه می‌دهند تا نظرات خود را ثبت کرده یا خطاها را اصلاح کنند. این امر حس همکاری میان انسان و الگوریتم را تقویت کرده و اعتماد را افزایش می‌دهد.
چنین ویژگی‌هایی نه‌تنها مقاومت در برابر استفاده از الگوریتم‌ها را کاهش می‌دهند، بلکه نشان می‌دهند که این سامانه‌ها ابزارهایی منعطف و قابل انطباق هستند، نه سامانه‌هایی خشک و تغییرناپذیر.

### شخصی‌سازی و سفارشی‌سازی
شخصی‌سازی یکی از عوامل کلیدی در کاهش بی‌میلی نسبت به الگوریتم‌ها به شمار می‌رود. الگوریتم‌هایی که با ترجیحات فردی یا شرایط خاص کاربران سازگار می‌شوند، احتمال بیشتری برای پذیرش از سوی کاربران دارند.
برای نمونه، سامانه‌های توصیه‌گر در حوزهٔ تجارت الکترونیک که عادات خرید کاربران را در طول زمان می‌آموزند، نسبت به سامانه‌های عمومی از اعتماد بیشتری برخوردارند. قابلیت‌های سفارشی‌سازی، مانند امکان اولویت‌بندی معیارهایی خاص (مثلاً قیمت یا پایداری زیست‌محیطی در توصیه‌های محصول)—رضایت کاربران را افزایش می‌دهند، زیرا خروجی‌ها را با نیازهای خاص آن‌ها همسو می‌سازند.
در حوزهٔ سلامت نیز، سامانه‌های هوش مصنوعی شخصی‌سازی‌شده که سوابق پزشکی و شرایط خاص بیمار را در نظر می‌گیرند، پذیرش بالاتری نسبت به ابزارهای عمومی دارند. با تطبیق خروجی‌های الگوریتم با ترجیحات و شرایط فردی، می‌توان تعامل و اعتماد کاربران را تقویت کرد.

## تقدیر از الگوریتم
پژوهش‌ها همواره نشان نمی‌دهند که افراد نسبت به الگوریتم‌ها دچار سوگیری منفی هستند؛ بلکه گاهی عکس آن دیده می‌شود، یعنی ترجیح توصیهٔ الگوریتمی به توصیهٔ انسانی. این پدیده با عنوان «تقدیر از الگوریتم»  شناخته می‌شود.
نتایج مطالعات در این زمینه متناقض‌اند و نشان می‌دهند که افراد گاهی تمایل بیشتری به پذیرش توصیه‌هایی دارند که از سوی الگوریتم‌ها ارائه می‌شود تا از طرف انسان‌ها.
برای مثال، مشتریان در مراحل اولیهٔ تعامل، تمایل بیشتری برای ابراز علاقه نسبت به نمایندگان فروش انسانی دارند، اما در ادامه احتمال کمتری دارد که اطلاعات تماس خود را در اختیار آن‌ها بگذارند. این رفتار به «سطوح پایین‌تر انتظار از عملکرد و میزان تلاش مورد انتظار از نمایندگان فروش انسانی در مقایسه با نمایندگان فروش خودکار» نسبت داده می‌شود.

## مقایسهٔ بی‌میلی به الگوریتم و تقدیر از الگوریتم
در جدول زیر، مقایسه‌ای میان بی‌میلی به الگوریتم و تقدیر از الگوریتم ارائه شده است. این جدول به بررسی تفاوت‌های کلیدی در تعریف، زمینه‌های بروز، درک کاربران، و عوامل مؤثر بر اعتماد یا عدم اعتماد به الگوریتم‌ها می‌پردازد.
| ویژگی                 | بی‌میلی به الگوریتم                                     | تقدیر از الگوریتم                                         |
| --------------------- | ------------------------------------------------------ | --------------------------------------------------------- |
| تعریف                 | تمایل به رد توصیه‌های الگوریتمی حتی در صورت عملکرد بهتر | تمایل به پذیرش یا ترجیح توصیه‌های الگوریتمی نسبت به انسانی |
| زمان بروز             | پس از دیدن اشتباه یا در وظایف حساس و اخلاقی            | در وظایف عینی یا زمانی که عملکرد الگوریتم اثبات شده است   |
| زمینه‌های رایج         | پزشکی، منابع انسانی، آموزش، تصمیم‌گیری اخلاقی           | سیستم‌های توصیه‌گر، پیش‌بینی قیمت، فروش دیجیتال              |
| درک افراد از الگوریتم | سرد، فاقد همدلی، غیرقابل توضیح                         | دقیق، بی‌طرف، داده‌محور                                     |
| نقش شفافیت            | عدم شفافیت باعث بی‌اعتمادی می‌شود                        | شفاف‌سازی باعث افزایش اعتماد می‌شود                         |
| تأثیر تجربه           | تجربه منفی اولیه باعث بی‌اعتمادی پایدار می‌شود           | تجربه مثبت باعث اعتماد و ترجیح الگوریتم می‌شود             |
| تأثیر کنترل کاربر     | نبود کنترل باعث افزایش بی‌میلی می‌شود                    | مشارکت کاربر اعتماد را افزایش می‌دهد                       |
| گرایش فرهنگی          | بیشتر در فرهنگ‌های فردگراتر مانند آمریکا                | بیشتر در فرهنگ‌های جمع‌گراتر مانند هند                      |